# Војислав С. Радовановић
Војислав С. Радовановић (Павлица, 14. јануар 1894 — Београд, 26. април 1957) био је српски и југословенски научни радник.
Током своје каријере радио је као доцент, ванредни и редовни професор на Скопском, Загребачком и Београдском универзитету. Био је дописни члан Српске краљевске академије (касније САНУ), члан Српског географског друштва и оснивач и први управник Етнографског института САНУ.
Био је ученик и асистент чувеног српског географа проф. др Јована Цвијића. Иако је по струци био геоморфолог, проф. Радовановић се у свом дугогодишњем научноистраживачком раду бавио и другим, мање или више сродним дисциплинама као што су антропогеографија, етнологија, физичка и историјска географија и историја. Објавио је велики број научних радова, а његова докторска дисертација „Тиквеш и Рајец“ једна је од најбољих и најисцрпнијих антропогеографских монографија са терена Македоније.

## Биографија

### Детињство и школовање
Војислав С. Радовановић, рођен је 14. јануара 1894. године у селу Павлици у Рашкој области. Његов отац Софроније, по занимању учитељ, био је познати социјалиста због чега је често по казни премештан заједно са породицом из села у село. Војислав је основну школу учио у селу Врбовцу. После су прешли у Шабац где је похађао Шабачку гимназију; матурирао је у Нишу. 1912. године уписао се на географски одсек Београдског универзитета.
Учествовао је у Првом светском рату као један од 1.300 каплара. Мобилисан је 1. децембра 1914. године у чину ђака-наредника, али се убрзо разболео од пегавог тифуса. Након успешног лечења упућен је 1915. године на фронт у близини Смедерева. Приликом артиљеријског баража који је претходио почетку немачке офанзиве 1915. године тешко је рањен. Немачки гелер погодио га је у колено. Други гелер погодио га је у пределу стомака. На срећу зауставиле су га фишеклије са муницијом које је носио око појаса, али је био тешко контузован. Пребачен је у немачку војну болницу где му је пружена медицинска нега. Главни немачки хирург сажалио се на младог српског подофицира који је одлично знао немачки језик и одлучио је да му спасе ногу. После успешне операције провео је неко време на рехабилитацији. Како му је нога споро зацељивала Немци су му дозволили да буде код мајке. У то време су били смештени код рођака у Крушевцу у којем је Војислав радио као професор немачког језика у гимназији. Током боравка у Крушевцу упознао је своју будућу супругу Милеву Штерић којом се оженио после рата.

### Између два светска рата
По завршетку Првог светског рата наставио је са студијама. 1921. године дипломирао је географију. Средином 1921. године постављен је за привременог предметног учитеља, а 10. новембра исте године и за суплента гимназије у Скопљу где је служио до 30. октобра 1922. године. На позив проф. Јована Цвијића радио је као његов асистент у Географском инситуту Универзитета у Београду од 1922. до 1924. год.
У овом периоду се такође активно бавио певањем. Био је члан Академског студентског друштва „Обилић“ као и члан хора Београдске опере чији је управник у то време био Стеван Христић. Међутим, морао је да се одрекне професионалног бављења музиком када је његов професор и ментор Јован Цвијић сазнао за његов ангажман у Београдској опери. До овог сазнања Цвијић је дошао на помало смешан начин који се дуго после тога препричавао као анегдота.
1921. године. Цвијић је угостио угледног госта и колегу из Француске. Желећи да му покаже знаменитости Београда одлучио је да га одведе на представу у Београдској опери. То вече је на репертоару била Вердијева „Аида“. У ложи у Народном позоришту, поред Цвијића и госта из Француске, налазио се и један од првих Цвијићевих ученика и његов пријатељ проф. Боривоје Ж. Милојевић. Убрзо по почетку представе на сцени се појавио Војислав Радовановић у костиму првосвештеника и почео да пева. Не верујући својим очима, иако ложа није била далеко од бине, Цвијић се изненађено окренуо према свом ученику и запитао га: „Гос'н Боро, је'л оно наш Воја скакуће по бини?" Гос'н Бори није преостало ништа друго него да одговори потврдно. Знајући да се ово сазнање није допало Цвијићу проф. Милојевић је сутрадан сачекао свог млађег колегу Војислава испред просторија Географског института у Капетан Мишином здању и упозорио га на догађај од претходне вечери. Одмах по доласку Цвијић је позвао Војислава у своју канцеларију. У краћем и отвореном разговору Цвијић му је на крајње коректан начин скренуо пажњу да, иако је и он сам љубитељ лепих уметности, сматра да један млад човек не може професионално да се бави и науком и уметношћу и да буде успешан на оба поља.
Војислав Радовановић је већ сутрадан дао оставку на место солисте у хору Београдске опере. О његовој краткој професионалној музичкој каријери сведочи и уверење које је на његов захтев издало Краљевско Српско Народно позориште у којем се потврђује да је Војислав Радовановић био члан хора Београдске опере у периоду од 1. септембра 1919. године до 15. јуна 1921. год.
У периоду од 1922. до 1925. године био је секретар Одсека Географског друштва у Скопљу које је било део Српског географског друштва. Године 1924. одбранио је докторску дисертацију. Исте године изабран је за доцента филозофског факултета у Скопљу. Ову дужност обављао је све до 3. октобра 1925. године када је постављен за ванредног професора Мудрословног факултета Свеучилишта Краљевине СХС у Загребу. У том тренутку био је једини професор Србијанац на Загребачком универзитету што је у то време био преседан. 14. јануара 1926. године пензионисан је по указу новог министра просвете г-дина Стјепана Радића. Био је то први указ који је Стјепан Радић донео по ступању на положај Министра просвете. Пензионисање проф. Војислава Радовановића било је повод за жучну расправу у Скупштини Краљевине СХС. 1926. године изабран је за ванредног, а 1938. године и за редовног професора факултета у Скопљу. 1936. године изабран је за дописног члана Бугарског географског друштва у Софији. 1940. године је након објављивања јединственог дела о народној ношњи у Маријову изабран за дописног члана Српске краљевске академије. У Скопљу је до почетка рата био управник Скопског музеја у чијем оснивању је дао кључни допринос.

### Други светски рат
Слом државе 1941. године довео је породицу Војислава Радовановића у избеглиштво, које је провео у Београду. За време рата био је редовни професор Београдског универзитета на располагању јер тада није било наставе. Током окупације новоформирана Српска влада чији председник је био генерал Милан Недић позвала је сву српску интелектуалну елиту да потпише изјаву лојалности новој влади. Међу неколицином угледних српских интелектуалаца који су одбили да потпишу ову изјаву био је и проф. Војислав Радовановић. Иако је био познат по антифашистичким предавањима које је држао на Београдском универзитету пре рата, као и по томе да су му две ћерке биле комунисткиње које су активно учествовале у борби против окупатора, проф. Радовановић је упркос одбијању да потпише декларацију, избегао одвођење у Бањички логор захваљујући припаднику Београдске специјалне полиције који је био предратни комуниста и који је покушавао да заштити породици проф. Радовановића током Другог светског рата. 1943. године Војиславов син Радован одведен је у немачки концентрациони логор Маутхаузен где му се губи сваки траг. Исте године, најмлађа ћерка проф. Радовановића, Биљана мобилисана је за принудни рад у немачку организацију „Тот“. Пребачена је у Јагодину где је учествовала у јавним радовима. Њен отац ју је често обилазио све док се није придружила партизанима и након ослобођења се вратила у Београд.

### После ослобођења
После ослобођења земље од немачке окупације године 1945. Војислав Радованоовић је био преузет од стране Београдског Универзитета за редовног професора географије (антропогеографије) на Природно-математичком факултету, и истовремено, за професора антропогеографије, која се још једино за његова живота одржала на студијама, на катедри Етнологије Филозофског факултета у Београду. На тим дужностима радио је све до своје смрти 1957. год.
Током 1945—46. године био је ангажован као члан комисије Министарства просвете НР Србије за утвђивање штете на културним споменицима и природним знаменитостима.
Српско географско друштво поново је почело са радом 1947. године, а исте године Војислав Радовановић именован је за члана управног одобра друштва.
Упоредо са наставним активностима и професуром у Београду Војислав Радовановић ангажује се и у раду Етнографског института САНУ у чијем оснивању 1947. године је активно учествовао, уз велику подршку тадашњег председника Академије Александра Белића. Актом председника Комитета за научне установе, Универзитета и Велике школе НР Србије од 10. јуна 1947. године проф. др Војислав Радовановић постављен је за првог управника Етнографског института САН. На месту управника Етнографског института остао је све до своје смрти 1957. год.
Проф. др Војислав Радовановић умро је 26. априла 1957. године од рака у својој 64. години.
Син проф. др. Војислава Радовановића, професор Универзитета у Београду Милован Радовановић, био је председник Српског географског друштва од 1986. до 1988. године, а 1992. године одликован је медаљом Јован Цвијић.

## Научно дело
У Гласнику Етнографског музеја у Београду, књ. XX објављеном 1957. године професор Петар Ш. Влаховић је присећајући се научног дела свог преминулог колеге и пријатеља проф. Војислава С. Радовановића, написао следеће:
Колико год је био плодан Радовановићев друштвени рад, још је плодније његово научно дело које се може поделити на четири главне групе радова: географски, историјско-географски, антропогеографски и етнолошки.
Његово прво значајно дело, докторска дисертација „Тиквеш и Рајец " (Српски етнографски зборник књига XXIX, Насеља и порекло становништва 17, Београд 1924), започета под руководством Јевта Дедијера и Цвијића 1914. године, представља јединствену антропогеографску студију како у нашој тако и у светској науци. Овим и каснијим радовима створио је Радовановић нове научне видике и подигао Цвијићеву антропогеогрфску школу на највиши степен (Борба, Београд, од 28. IV 1957. године). За пуних 45 година научног рада он је најдоследније међу Цвијићевим ученицима настављао и развијао методе свога професора.
Радовановић је посветио неколико чланака сени свога професора Цвијића, трудећи се да кроз њих прикаже значај Цвијићеве школе у проучавању наших народа. У чланку „Јован Цвијић и његов научни рад у Јужној Србији“ (Београд, (1927). стр. 13) изложио је Цвијићеве напоре на проучавању Македоније и запажања о свим етнолошким проблемима те географске целине. Исте године (1927) на Другом конгресу словенских географа и етнолога у Пољској одржао је предавање под насловом „Јован Цвијић и српска антропогеографска школа“ (Београд (1927). стр. 10) у коме излаже историјат ове школе и резултате које је она постигла. У раду „Национални завет Јована Цвијића“ (Библиотека „Живот и рад“, Београд 1929, ст. 27) писац износи какав је био и колики значај има морални и интелектуални лик Јована Цвијића и до каквих је он констатација дошао, као: да је наше национално самопоуздање и снага нашег духа неизмерна, да се различитим сеобама и имиграцијама, социјалним прилагођавањима и различитим етнобиолошким процесима дошло до стварања јединственог јужнословенског народног духа, јер су с досељеницима донете и створене нове навике и обичаји, дубок и снажан фолклор. Из тих процеса се стварају основи јужнословенског народног, националног и државног јединства. Настаје јужнословенска цивилизација. Радовановић је најзад дао монографску синтезу „Јован Цвијић“ (Гласник Етнографског института САН, II-III за 1953-54 г., Београд (1957). стр. 1-66). Ова свеобухватна студија о великом научнику и Радовановићевом идеалу представља синтезу свега досад реченога и написанога.
Радовановић није само описивао резлтате Цвијићеве школе и указивао на њих, већ их је, идући стопама свога учитеља и професора, на делу унапређивао. Радом „Проблеми антропогеографских испитивања Јужне Србије“ (Зб. радован на III конгресу словенских географа и етнографа у Југославији 1930, Београд (1932). стр. 25-34) изложено је све дотада испитано у Македонији.
Значајна је и студија „Југославија, географски положај, унутрашње и спољње везе“ (Гласник Етнографског института САН II-III, Београд (1957). стр. 115-146), у којој су између осталог одређене све важније антропогеографске карактеристике наше земље. Овој групи припадају још неки Радовановићеви радови општијег значаја од којих се посебно може издвојити рад под насловом „Становништво земље данас и за последња три столећа“ (Гл. Етнографског института САН I, Београд (1952). стр. 355-371) који садржи статистичке податке о прирасту становништва на основу којих писац утврђује миграционе правце и струјања међуконтиненталних размера. Такође се осврће на прираст становништва земље у будућности, ако би били нормални услови прираштаја као и у минулој деценији између два светска рата.
У једној од првих својих чисто етнолошких расправа „Култ простонародних црквених ктитора у Јужној Србији“ (Гласник Скопског научног друштва III, Скопље (1927). стр. 99-104) указује на значај представљања црквених ктитора са чијих се слика, пошто су најчешће представљени с породицама, може проучавати наша племенска и властеоска ношња, која још није проучена у целини.
Такође је значајан прилог „О народној храни у Маријову“ (Гл. Географ. друштва св XIV, Београд 1928, 131-137) у којем расправља о исхрани становништва ове планинске области па се задржава углавном на храстовим забранима и хлебу од жира који се онде јео у изузетним приликама.
Научни рад проф. Радовановића под насловом „Народна предања о убијању старих људи, географско-етнографска поређења“ (Гласник Скопског научног друштва књ. VII-VIII, Скопље 1929-30. стр. 309-346) представља јединствено дело у нашој научној литератури. Ова упоредна географско-етнографска научна студија утврђује географско распрострањење, врсте и варијетете народних традиција о овој некадашњој, давно изумрлој појави у народном правном и религиозном обичајном животу код Јужних Словена.
Највећи део својих испитивања Радовановић је посветио Маријову. Отуда је настала и његова позната збирка „Мариовци у песми, причи и шали“ (Зборник за етнографију и фолклор Јужне Србије и суседних области I, Скопље (1931). стр. 65-231) где је поред обилате грађе дат и солидан регистар, белешке о казивачима и запажања о настајању појединих врста народних умотворина у овоме крају. У овој групи радова налази се и научна студија „Народна ношња у Маријову“ са 52 слике у тексту (из Гласника Скопског научног друштва св. XIV и XV, Скопље 1935, стр 153) која представља досад најбољу студију те врсте у јужнословенској етнолошкој литератури уопште.
"Света Злата Мегленска, јужносрбијански култ девојке народне мученице“ (Споменица српско-православног саборног храма свете Богородице у Скопљу 1835- (1935). стр. 329-336) објашњава како је у народу настао култ мучеништва из косовске трагедије, те да је он надахнуо ликовима својих јунака најбројнија дела нашег народног и уметничког стваралаштва.
"Марков мегдан с Мусом - култ народног хероја заштитника сиротиње раје“ (Гл. Етнографског института САН I, Београд 1952, стр 213-256) јединствена је и оригинална по концепцији студија у нашој етнолошкој литератури. Култ Марка Краљевића изазвао је и уметничко представљање његова лика по сеоским црквама. Један пример наводи писац из околине Битоља. Та композиција приказује Марков мегдан с Мусом.
Било би можда једнострано ако не укажемо на још један моменат који карактерише Радовановићев етнолошки рад. Он је био не само савестан истраживач и теоретичар појава из народног живота, већ је с истим жаром радио и на музејској проблематици. Илустрације ради поменућемо чланак „Наше старо оружје“ (прештампано из Јужног прегледа II, св. 7, Скопље (1928). стр. 6) у коме расправља како и какве податке треба прикупљати о нашем народном оружју и како би требало класирати колекције ове врсте по музејима.
Радовановић је поред сарадње на Енциклопедији Ст. Станојевића, за коју је обрадио низ географских термина и етнолошких назива, уређивао разне етнолошке публикације, а после Другог светског рата и сва издања Етнографског института Српске академије наука. Тај посао није био ни мали ни лак. Али га је Радовановић прихватао са љубављу, уносећи се у финесе, чак до пред саму смрт, па и онда кад је лежао на болесничкој постељи с које више није устао. Он је и тим својим радом видно задужио етнолошку науку. Пет књига „Насеља“, три књиге „Народног живота и обичаја“, три књиге „Расправе и грађа“, два Зборника радова, три велика Гласника института, две посебне публикације и 6 књига у едицији „Посебна издања Етнографског института“, најбољи су сведоци његова неуморног залагања и на том пољу.

## Улица са именом Војислава Радовановића
Једна улица у приградском насељу Ресник, у Београду, носи име Војислава Радовановића.

## Извод из библиографије
- Бомбило, Бомболов или Бомболовић у Прилепу, Скопље 1929.
- Велика језера у Јужној Србији (Охридско, Преспанско и Дојранско), Атлас Географског друштва, св. 12, 1934.
- Географске особине Јужне Србије (са 33 слике у тексту и картом у прилогу), Скопље 1937. Одштампано из Споменице двадесет петогодишњице ослобођења, Ј. Србије 1912-1937.
- Јован Цвијић, Гласник Етнограф. инст., књ. II-III (1953-1954), Бгд. 1957.
- Јован Цвијић, Београд 1958.
- Јован Цвијић и српска антропогеографска школа, Бгд. 1927.
- Југославија, Гласник Етнограф. инст. САНУ, књ. II-III (1953-1954), Бгд. 1957.
- Култ простонародних црквених ктитора у Јужној Србији, Скопље 1927, Сарајево 1928.
- Маријовци у песми, причи и шали, Скопље 1931.
- Марков мегдан с Мусом, Гл. Етнографског инст., књ. I, Бгд. 1952.
- Народна ношња у Маријову (са 52 сл. у тексту), Гл. Скопског научног друштва, књ. XIV и XV, и посебно, Скопље 1935.
- Народна предања о убијању старих људи, Географско-етнографска поређења, Гл. Скопског научног друштва, књ. 7-8, 1929-30 и посебно.
- Народно опхођење према старима у Јужној Србији, „Јужни преглед“, год. 2, бр 9 и посебно, Скопље 1928.
- Национални завет Јована Цвијића „Живот и рад“ и посебно, Бгд. 1929.
- Наше старо оружје, „Јужни преглед“, II, 7 и посебно, Скопље 1928.
- О народној храни у Маријову, Гласник географског друштва, св. 14 и посебно Бгд. 1928.
- О неким Цвијићевим антропогеографским и етнолошким основама утканим у једну новију историјско-књижевну студију о једном знаменитом српском писцу, Гласник Етнограф. инст., књ. 4-6, 1955-57 и посебно.
- Општа антропогеографија, књ. I, Београд 1959.
- Питање горње границе сталних насеља. Неколико примера из наше земље, Гл. Етнограф. инст., књ I, и посебно, Бгд. 1952.
- Проблеми антропогеографског испитивања Јужне Србије, Зборник радова III конгреса словенских географа и етнографа у Југославији, и посебно, Бгд. 1930.
- Света Злата Магленска. Јужносрбијански култ девојке народне мученице, Споменице српских православних сабора храма Свете богородице у Скопљу, 1835-1935, и посебно, Скопље 1935.
- Свети Милош Обилић. Јужносрбијански култ народних хероја, живот и рад, Бгд. 1929 и посебно.
- Сељачка буна у Маријову у Македонији у другој половини XVI века, Зборник Филозофског факултета у Београду, књ. I, и посебно Бгд. 1948.
- Сеоска насеља у Јужној Србији, Атлас Географског друштва, св. 4, и посебно, Бгд. 1930.
- Скопље, „Савремена општина“, бр. 7, и посебно, Скопље 1927.
- Становништво земље данас и за последња три столећа, густина и пораст становништва појединих делова света и целе земље, Гл. Етнограф. инст., књ. I, Бгд. 1952, и посебно.